# Corps Starkenburgia
Das Corps Starkenburgia ist eine Studentenverbindung an der Justus-Liebig-Universität Gießen. Von jeher im Gießener Senioren-Convent und damit im Kösener Senioren-Convents-Verband organisiert, steht sie zu Mensur und Couleur.

## Couleur und Wahlspruch
Die Farben sind karmesinrot–weiß–gold mit goldener Perkussion. Die Studentenmütze ist karmesinrot. Der Wahlspruch lautet Treue und Bruderliebe!

## Geschichte

### Gründungszeit
Wegen laufender Majorisierung stifteten Mitglieder des Corps Hassia am 26. August 1826 das Tochtercorps Starkenburgia mit den Farben grün–weiß–rot. Namensgebend war die Starkenburg in Südhessen. 1828 wurden die Gießener Corps und somit auch die Starkenburgia nach schweren Auseinandersetzungen mit Burschenschaften von den Universitätsbehörden geschlossen. Eine Neugründung erfolgte 1833 mit den Farben karmesinrot–weiß–gold. Nach dem Hambacher Fest und dem Frankfurter Wachensturm kam es in den 1830er Jahren zu einem fast vollständigen Erliegen des Korporationslebens an der Hessischen Ludwigs-Universität. Am 7. August 1840 traten die Starkenburger wieder öffentlich mit den Farben in Erscheinung, obwohl es nach den bestehenden Gesetzen noch verboten war. Den Verstoß gegen das Verbot begründeten sie damit, dass es sich um die hessischen Landesfarben handele und man ihnen diese Verbundenheit zum Landesherrn nicht verwehren könne. Bis 1920 war dieses Jahr das offizielle Stiftungsdatum. 1846 beteiligte sich das Corps am Auszug der Studenten auf den Staufenberg nach Auseinandersetzungen zwischen Studenten und der Polizei.

### Gründung des KSCV
Starkenburgia beteiligte sich am 15. Juli 1848 an der Jenenser Senioren-Convents-Deputiertenversammlung und am 26. Mai 1855 mit den anderen Gießener Corps an der Gründung des KSCV. 1850 legte eine Altherrenversammlung die Grundlage für das Lebensbundprinzip. 1894 wurde das Corpshaus eingeweiht. In den folgenden Jahren blühte das Korporationsleben in Gießen wie an allen anderen Universitäten auf.

### Die Weltkriege
Eine große Zäsur war der Erste Weltkrieg, an dem sich knapp 100 Starkenburger beteiligten. 26 von ihnen fielen oder starben an Kriegsfolgen. Im Frühjahr 1919 wurde das Corpsleben wiederaufgenommen. 1920 wurde die Gründung des Corps von 1840 auf 1826 rückdatiert. Somit konnte Starkenburgia 1926 als erste Gießener Verbindung ihr 100-jähriges Bestehen feiern. Unter dem Druck der Gleichschaltung löste sich das Corps am 31. Juli 1935 auf. Ab 1938 betreuten Starkenburgia, Hassia und Teutonia Gießen die Kameradschaft (Studentenorganisation) mit dem vorläufigen Namen „Hilrich van Geöns“. Das Corpshaus wurde 1939 von der Wehrmacht und 1945 von der United States Army beschlagnahmt.

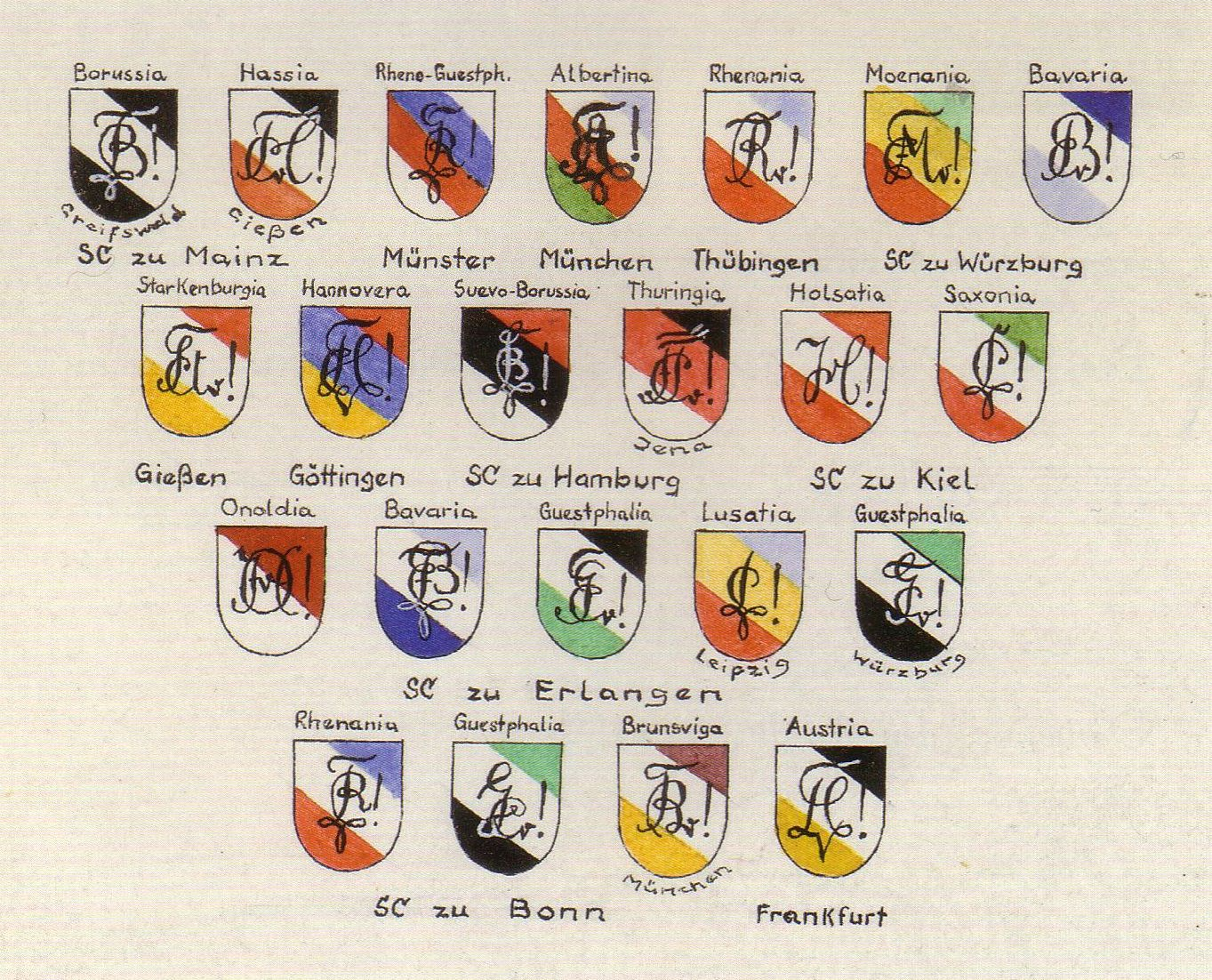
Interessengemeinschaft zur Wiederbegründung des KSCV

### Nachkriegszeit
In der Nachkriegszeit nach dem Zweiten Weltkrieg in Deutschland entstand in Gießen die „Lese- und Redehalle“ (LRH). Die Mitglieder dieser studentischen Vereinigung bildeten 1948 die erste Aktivengeneration der wiedergegründeten Starkenburgia, die 1949 von den Universitätsbehörden genehmigt wurde. Im Januar 1950 gehörte Starkenburgia zu den 22 Corps, die sich in der Interessengemeinschaft zusammenschlossen und die Wiederbegründung des KSCV vorbereiteten. Starkenburgia war 1868, 1931 und 1967 präsidierendes Vorortcorps. 1991 stellte sie den Vorortsprecher des SC zu Frankfurt am Main.

## Corpshaus

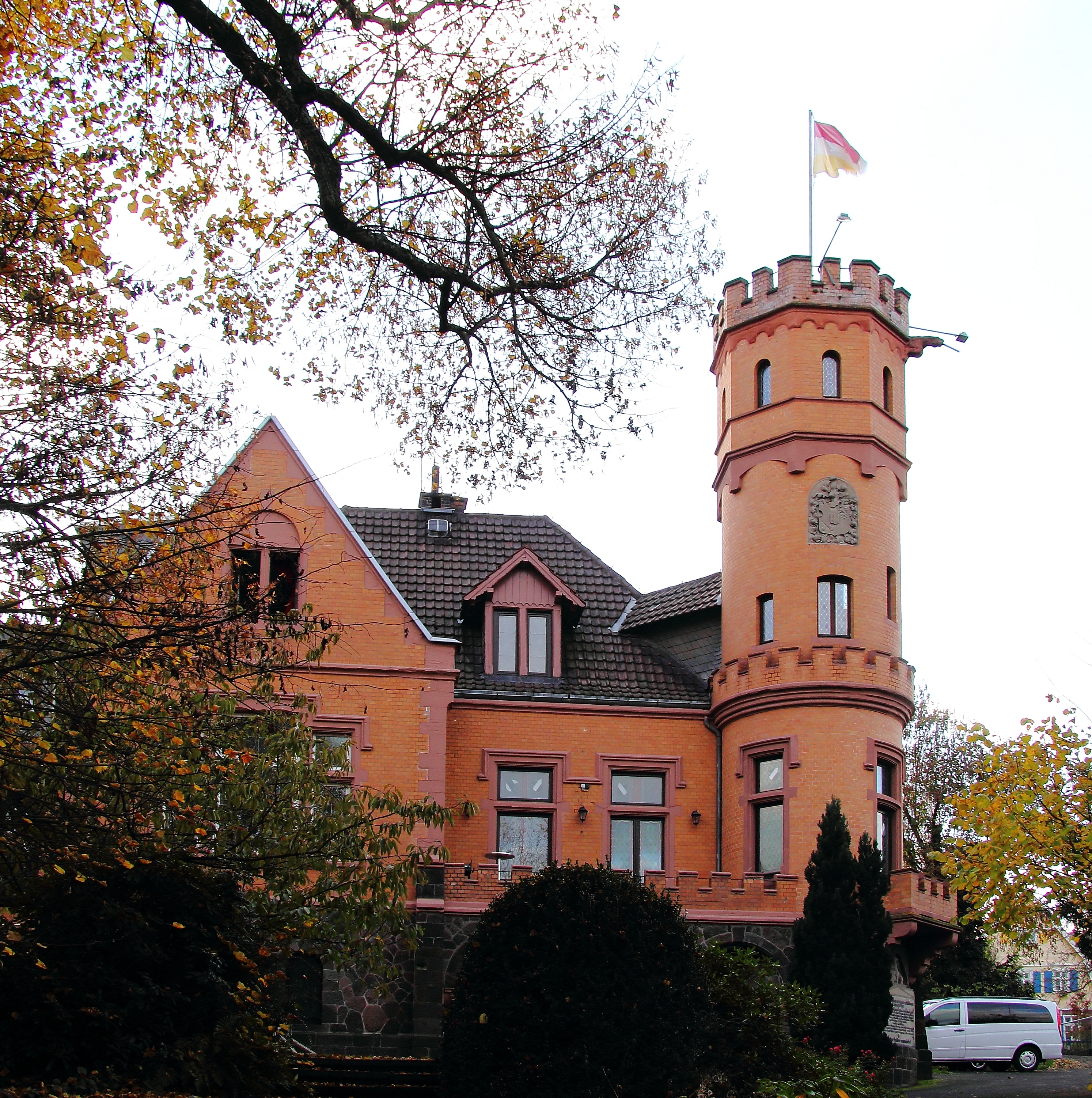
Corpshaus im Jahre 2014

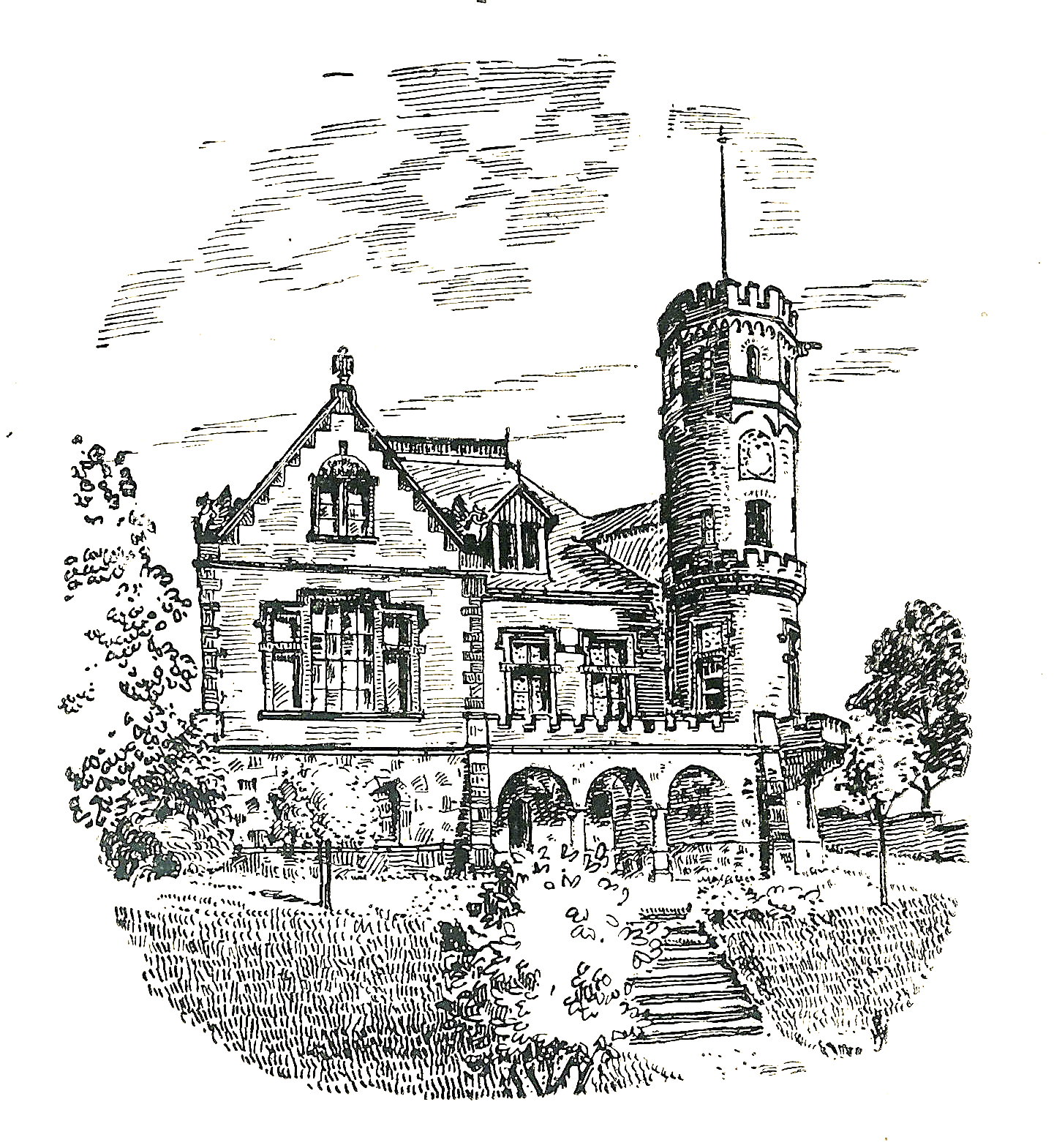
Corpshaus im Jahre 1910

Die Heimstatt der Starkenburger war in den ersten Jahrzehnten das Lokal Pulvermühle, damals außerhalb der Stadt an der Lahn gelegen. 1890 fand das Stiftungsfest erstmals nicht in Heppenheim, sondern in Gießen statt. Es wurden Pläne für den Bau eines eigenen Hauses erörtert. 1893 folgte die Grundsteinlegung auf dem erworbenen Grundstück in der Wilhelmstraße 38 und am 27. Oktober 1894 die feierliche Einweihung des Corpshauses. Bei der Planung orientierten sich die Architekten Stein und Meyer am Namen der Verbindung. Sie bauten ein der Starkenburg ähnliches Haus mit einem Turm und Zinnen. Das Haus wurde in der Folgezeit mehrfach umgebaut. Eine Erweiterung fand 1934 statt. Nach den Maßgaben der Nationalsozialisten sollte ein Verbindungshaus als Studentenwohnheim genutzt werden. Da das Haus bis dahin rein für Feierlichkeiten und zur Repräsentation genutzt wurde, waren umfangreiche Arbeiten nötig, um eine genügende Zahl an Wohnräumen zu schaffen. 
Das Corpshaus wurde 1955 an das Corps zurückgegeben und im selben Jahr renoviert. Nach dem Krieg erfolgten erneute Umbauarbeiten, außerdem wurde eine Wohnung für die Haushälter angebaut. Das Haus bietet Platz für sieben Bewohner, dazu Räume für Feste, eine Bibliothek, einen Sitzungsraum und einen großen Garten.

## Verhältnisse
Die Starkenburgia steht in folgenden Verhältnisverträgen:

### Kartell
- Saxo-Borussia Heidelberg
- Guestphalia Bonn
- Palatia-Guestphalia Freiburg
- Silesia Breslau zu Frankfurt (Oder)

### Befreundete
- Palaiomarchia Halle
- Palaiomarchia-Masovia Kiel
- Rhenania Freiburg

### Traditionsverhältnis
- Hassia Gießen zu Mainz

## Starkenburger-Stiftung
Im Jahr 2003 errichteten sechs Alte Herren des Corps Starkenburgia die Starkenburger-Stiftung mit Sitz in Gießen. Die Stiftung wurde vom Regierungspräsidium Gießen als gemeinnützig anerkannt. Der Zweck der Stiftung sind die Förderung der Studentenhilfe sowie die Förderung von Wissenschaft und Forschung an der Justus-Liebig-Universität Gießen. Das Stiftungskapital wird mit Spendeneinnahmen und Zustiftungen stetig erhöht.

## Bekannte Mitglieder
Nach Geburtsjahr geordnet
- Johann August von Grolman (1805–1848), Kirchenrechtler, Professor an der Universität Gießen
- Ludwig Rosenstiel (1806–1863), Revolutionär
- Ernst Schüler (1807–1881), Revolutionär, Lehrer, Verleger, Politiker und Schriftsteller
- Karl Doerr (1809–1868), Richter und Abgeordneter
- Georg Kempff (1809–1883), Abgeordneter der 2. Kammer der Landstände des Großherzogtums Hessen, Direktor des Ministeriums für Justiz, Präsident des OLG Darmstadt
- August Breidenstein (1810–1835), Arzt, Revolutionär
- Gustav Wilhelm Lichtenberg (1811–1879), Abgeordneter der 1. Kammer der Landstände des Großherzogtums Hessen
- Friedrich von Zangen (1812–1876), Forstwirt, MdHdA, Mitglied des Nassauischen Kommunallandtags, Ehrenbürger von Biedenkopf
- August Metz (1818–1874), Nationalliberaler, MDR
- Ferdinand von Herff (1820–1912), Arzt
- Franz Ludwig Emil Roeder von Diersburg (1822–1881), Provinzialrat der Provinz Oberhessen, ab 1877 der Provinz Rheinhessen
- Gustav Schleicher (1823–1879), Ingenieur, Mitglied des US-amerikanischen Kongresses
- Karl Scriba (1823–1883), Buchhändler und Bürgermeister in Friedberg, MdL
- Gustav Simon (1824–1876), Mitbegründer der Deutschen Gesellschaft für Chirurgie
- Valentin Lorbacher (1825–1909), Präsident der hessischen Oberrechnungskammer
- Karl Eigenbrodt (1826–1900), Hygieniker, großherzoglich hessischer Leibarzt, Abgeordneter zum Hessischen Landtag
- Georg Ludwig (1826–1910), Psychiater in Heppenheim
- Moritz Bardeleben (1827–1892), Präsident des OLG Celle
- Richard von Volkmann alias Richard Leander (1830–1889), Arzt und Schriftsteller
- Wilhelm Lindeck (1833–1911), Bassist und Bankdirektor
- Ernst Vix (1834–1902), Mediziner, Vorsitzender des Ausschusses deutscher Feuerbestattungsvereine
- Georg zu Ysenburg und Büdingen-Philippseich (1840–1904), Oberamtmann des Oberamtes Gammertingen, Landrat des Kreises Halle in Westfalen
- Karl Spamer (1842–1892), Psychiater
- Georg Riedesel zu Eisenbach (1845–1897), Majoratsherr, Erbmarschall der hessischen Landgrafen, MdHH
- Ludwig Riedesel zu Eisenbach (1846–1924), Majoratsherr, Erbmarschall der hessischen Landgrafen, MdHH
- Wilhelm Wagner (1848–1900), Arzt in Friedberg, Chirurg in Oberschlesien
- Ernst von Bismarck (1853–1931), Landrat, Besitzer des Gutes Vierhof in Pommern
- Georg Sieglitz (1854–1917), Kammersänger in München
- Hugo Molitor (1856–1921), Präsident des Oberlandesgerichts Colmar
- Wilhelm Fabricius (1857–1942), Historiker
- Friedrich Dingeldey (1859–1939), Mathematiker
- Heinrich Reh (1860–1946), 1. Vorsitzender des Hessischen Sparkassen- und Giroverbandes, Vizepräsident des Landtages des Volksstaates Hessen
- Carl Heyer (1862–1945), Forstmann, im KSCV „Fürst Heyer“
- Wilhelm Liebermann von Wahlendorf (1863–1939), jüdischer Chemiker und Unternehmer
- Carl Ottens (1868–1937), Generaldirektor der Kolb & Schüle AG
- Hugo Sellheim (1871–1936), Gynäkologe
- Claus Henning von Köller (1874–1937), Landrat, Rittergutsbesitzer, Mitglied des Reichsrates
- Julius Schlinck (1875–1944), Industrieller
- Erwin Selck (1876–1946), Vorstand der I.G. Farben
- Theodor Fahr (1877–1945), Pathologe
- Otto Buchinger (1878–1966), Arzt
- Erich Carl Mayer (1878–1942), Zigarrenfabrikant
- Ludwig Opel (1880–1916), Fabrikant
- Heinrich Kochendörffer (1880–1936), Archivar
- Kurt Glaser (1880–1946), Romanist
- Ludwig Bernheim (1884–1974), Landrat
- Wilhelm Rahn (1880–1966), Oberbürgermeister von Worms
- Friedrich-Karl von Zitzewitz (1888–1975), Landwirt, MdR, nach dem 20. Juli 1944 verhaftet und angeklagt
- Hermann Druckrey (1904–1994), Pharmakologe
- Johann Heinrich von Brunn (1908–1983), Präsident des Bundesverbandes der Automobilindustrie
- Günther Knecht (1909–1995), Polizeidirektor in Neuss
- Karl August Bettermann (1913–2005), Richter, Hochschullehrer
- Wilfried Werner (1930–2024), Emeritus für Agrarwissenschaften an der Universität Bonn
- Werner Lüthgen (1933–2017), Tierarzt
- Karl-Hermann Neumann (1936–2009), Pflanzenzellbiologe
- Hans Hilmar Goebel (* 1937), Neuropathologe